# Touo jezik
Touo jezik (ISO 639-3: tqu; baniata, lokuru, mbaniata), jezik centralnosolomonske porodice (nekad dio istočnopapuanske), kojim govori 1 870 ljudi (1999. popis; 1 480, 1998. SIL). ) u provinciji Western na otoku Rendova u Solomonskim otocima.
Dvojezičnost govornika u roviana jeziku se smanjuje dok u pijinu [pis] raste; govori se i marovo [mvo] [mvo].

## Vanjske poveznice
- Ethnologue (14th)
- Ethnologue (15th)